# Damesleesmuseum

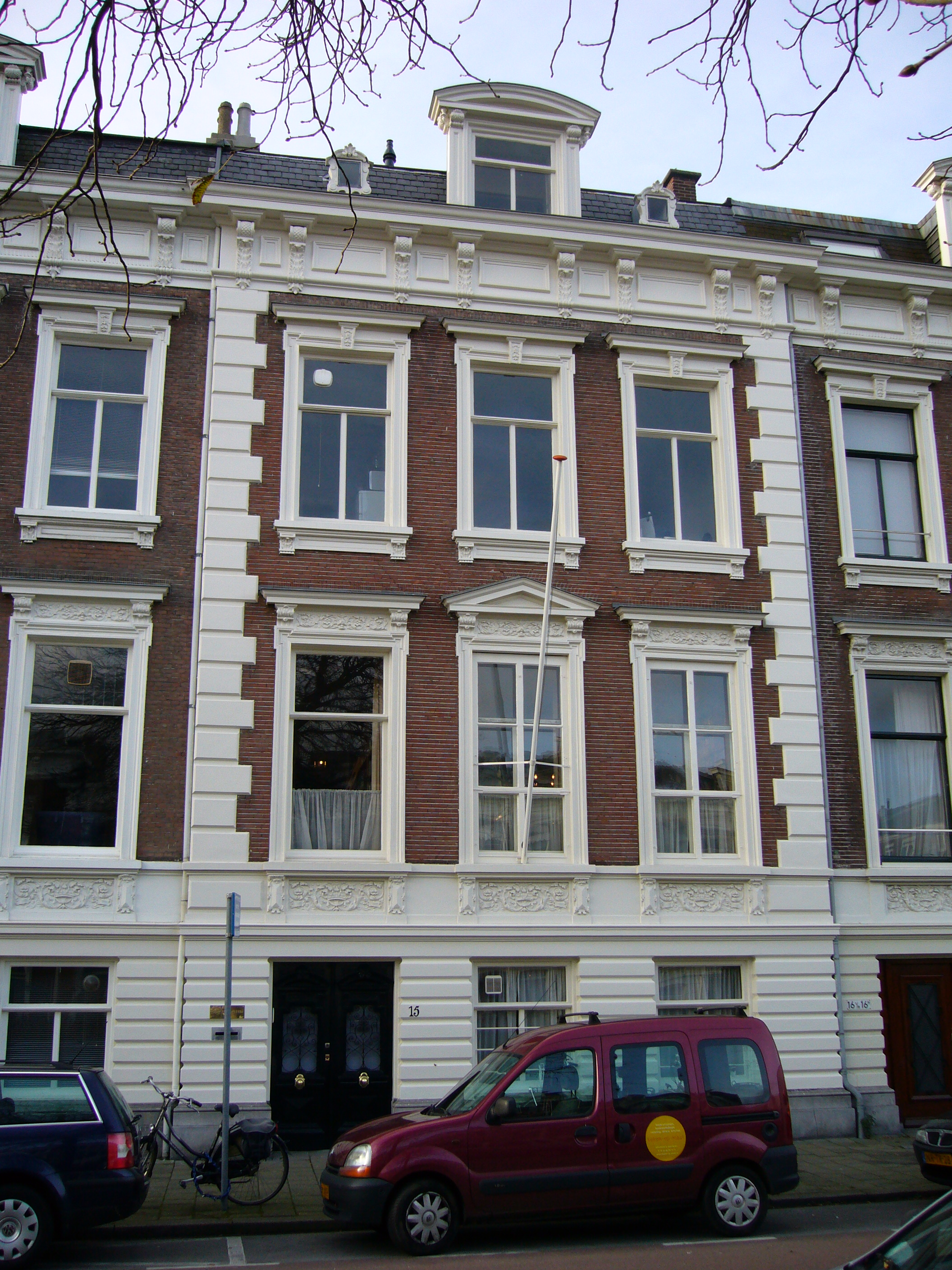
Het museum aan het Nassauplein

Het Damesleesmuseum is een particuliere bibliotheek in Den Haag, opgericht op 15 mei 1894. Het is het enige nog bestaande Nederlandse 'leesmuseum' voor vrouwen. Sinds 1974 staat het lidmaatschap ook open voor mannen. De bibliotheek heeft een collectie van circa 35.000 boeken in de vier moderne talen. Elke maand worden er nieuwe boeken aangeschaft zonder dat er oude boeken worden weggedaan, zodat de collectie nog steeds groeit.

## Geschiedenis
Aan het einde van de 19de eeuw ontwikkelde Den Haag zich snel. Het bevolkingaantal steeg met 30% in 10 jaar. In 1858 werd Hotel Des Indes, destijds een stadspaleis, gebouwd  voor D.A.M. Baron van Brienen van de Groote Lindt en Dortsmunde (adviseur van Koning Willem III), in 1881 werd het Panorama Mesdag geschilderd, en opende de zweminrichting Mauritskade. Ook de vrouwenbeweging ontlook. 
In 1894 werd door twaalf jongedames  uit de “betere kringen”  het Haagsch Damesleesmuseum opgericht. Openbare bibliotheken bestonden in die tijd nog niet en deelname aan een mannenleeskring was ongewoon.  Deze leesmusea waren gelegenheden waar vrouwen ongestoord konden lezen en hun horizon konden verbreden. Er werd ook gediscussieerd, en het waren tevens sociëteiten. 
Prominenten uit de vrouwenbeweging, zoals Margaretha Meyboom en Cécile Goekoop–de Jong van Beek en Donk waren er bij betrokken.
Het Damesleesmuseum startte in 1894 met 146 leden en 494 boeken aan het Noordeinde nr. 15. Na omzwervingen langs Noordeinde 20, Parkstraat 8, Lange Voorhout 48, Lange Vijverberg 15 en Koninginnegracht 12B ging het Damesleesmuseum in 1950 naar Nassauplein 15.
In de jaren zestig had het leesmuseum een paar moeilijke jaren en overwoog het samen te gaan met de herensociëteit De Witte. Ze verkozen toch zelfstandig te blijven. In 1974 werd besloten heren toe te laten.